# Mounia Meslem
Mounia Meslem (nascida em Tébessa, a 24 de junho de 1961) é uma política e ministra do governo argelino. Ela desempenha funções como Ministra da Solidariedade Nacional, Família e Assuntos da Mulher.